# ونس پکارد
ونس پکارد (انگلیسی: Vance Packard؛ ۲۲ مهٔ ۱۹۱۴ – ۱۲ دسامبر ۱۹۹۶) یک روزنامه‌نگار، جامعه‌شناس، و اقتصاددان اهل ایالات متحده آمریکا بود.